# Donald William Kerst

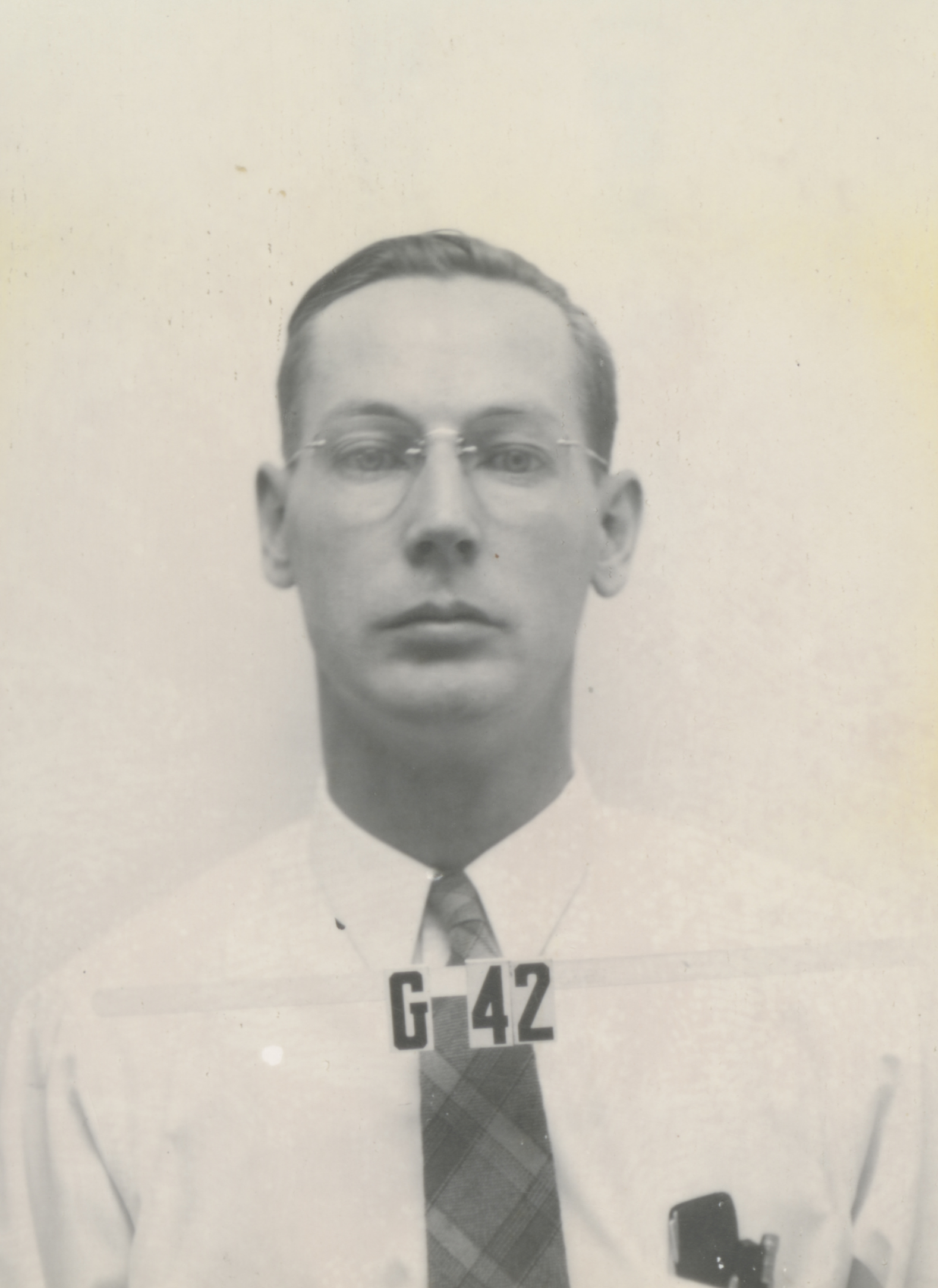
Donald William Kerst

Donald William Kerst (* 1. November 1911 in Galena, Illinois; † 19. August 1993 in Madison, Wisconsin) war ein US-amerikanischer Physiker, der unabhängig von anderen 1940 das Betatron baute.

## Leben
Kerst wurde in Galena in Illinois geboren. Er studierte an der University of Wisconsin, dort erlangte er 1934 einen Abschluss als Bachelor und 1937 den akademischen Grad eines Ph.D. Im Folgejahr arbeitete er für General Electric, dann unterrichtete er von 1938 bis 1957 an der University of Illinois, zuletzt als Professor. Während des Zweiten Weltkrieges arbeitete er im Rahmen des Manhattan-Projektes in Los Alamos, New Mexico. Von 1957 bis 1962 war er für General Dynamics an deren kerntechnischem Labor (General Atomic Laboratory, heute zu General Atomics) in La Jolla tätig. Danach unterrichtete er als Professor bis zu seiner Emeritierung im Jahre 1980 an der University of Wisconsin. Von 1972 bis 1973 war er Vorsitzender des Bereiches Plasmaphysik der American Physical Society.
Das erste funktionsfähige Betatron wurde 1935 von Max Steenbeck im Forschungslabor der Siemens-Schuckertwerke Berlin entwickelt, jedoch zunächst geheim gehalten und wegen anderer Schwerpunktsetzungen nicht weiterverfolgt. Auch Kerst baute an der University of Illinois ein Betatron, das Elektronen bis zu einer Energie von 2,3 MeV  beschleunigte. Kerst gilt daher heute als Erfinder des Betatrons, jedoch bezog er sich auch in seiner Veröffentlichung im Physical Review ausdrücklich auf Rolf Wideröe, der die Idee zum Betatron bereits in den 1920er Jahren hatte. Steenbecks Arbeit erwähnte er nicht, obwohl sie ihm durch die Zusammenarbeit von General Electric mit Siemens bekannt gewesen sein müsste.
In der Folgezeit entstanden unter seiner Leitung (in Illinois, Los Alamos, bei General Electric) weitere Betatron-Modelle wachsender Leistung, zuletzt bis zu 300 MeV (University of Illinois). Von 1953 bis 1957 stellte er als technischer Direktor des Forschungsverbundes der Midwestern Universities (MURA) fortgeschrittenere Konzepte zur Teilchenbeschleunigung vor. Später arbeitete er zu Problemen der Plasmaphysik, speziell zur Steuerung von Fusionsreaktoren.  Dort arbeitete er mit Tihiro Ohkawa zusammen.
Bei General Atomics widmete er sich der Plasmaphysik und der Kernfusionsforschung.
Kerst genoss einen legendären Ruf in der Lehre der Physik.
Donald William Kerst war mit Dorothy Birkett Kerst verheiratet, das Paar hatte zwei Kinder.
Er verstarb im Krankenhaus der Universität in Madison, Wisconsin, an einem Hirntumor.

## Ehrungen und Auszeichnungen
- Fellow der American Physical Society, 1940.
- Comstock-Preis für Physik der National Academy of Sciences, 1943
- John Scott Award der Stadt Philadelphia, 1946.
- John Price Wetherill Medal des Franklin Institute, 1950.
- James-Clerk-Maxwell-Preis für Plasmaphysik der American Physical Society, 1984.
- Robert R. Wilson Prize für Beschleunigungsphysik, 1988.
- Ehrendoktor der Lawrence University, 1942.
- Ehrendoktor der Universität von São Paulo, 1953.
- Ehrendoktor der University of Illinois, 1989.
- Wahl in die National Academy of Sciences, 1951.
- Wahl in die American Academy of Arts and Sciences, 1988.